# Botkins (Ohio)
Botkins es una villa ubicada en el condado de Shelby en el estado estadounidense de Ohio. En el Censo de 2010 tenía una población de 1155 habitantes y una densidad poblacional de 355,62 personas por km².

## Geografía
Botkins se encuentra ubicada en las coordenadas 40°27′9″N 84°10′45″O / 40.45250, -84.17917. Según la Oficina del Censo de los Estados Unidos, Botkins tiene una superficie total de 3.25 km², de la cual 3.21 km² corresponden a tierra firme y (1.04%) 0.03 km² es agua.

## Demografía
Según el censo de 2010, había 1155 personas residiendo en Botkins. La densidad de población era de 355,62 hab./km². De los 1155 habitantes, Botkins estaba compuesto por el 97.75% blancos, el 0.43% eran afroamericanos, el 0.09% eran amerindios, el 0.61% eran asiáticos, el 0.09% eran isleños del Pacífico, el 0% eran de otras razas y el 1.04% pertenecían a dos o más razas. Del total de la población el 0.69% eran hispanos o latinos de cualquier raza.